# Hedenlundasjön
Hedenlundasjön är en sjö i Flens kommun i Södermanland och ingår i Nyköpingsåns huvudavrinningsområde. Sjön har en area på 1,17 kvadratkilometer och ligger 19,7 meter över havet. Sjön avvattnas av vattendraget Hedenlundaån.

## Delavrinningsområde
Hedenlundasjön ingår i det delavrinningsområde (654115-154608) som SMHI kallar för Utloppet av Hedenlundasjön. Medelhöjden är 39 meter över havet och ytan är 13,35 kvadratkilometer. Räknas de 36 avrinningsområdena uppströms in blir den ackumulerade arean 395,75 kvadratkilometer. Hedenlundaån som avvattnar avrinningsområdet har biflödesordning 3, vilket innebär att vattnet flödar genom totalt 3 vattendrag innan det når havet efter 52 kilometer. Avrinningsområdet består mestadels av skog (39 procent), öppen mark (17 procent) och jordbruk (33 procent). Avrinningsområdet har 1,24 kvadratkilometer vattenytor vilket ger det en sjöprocent på 9,3 procent.

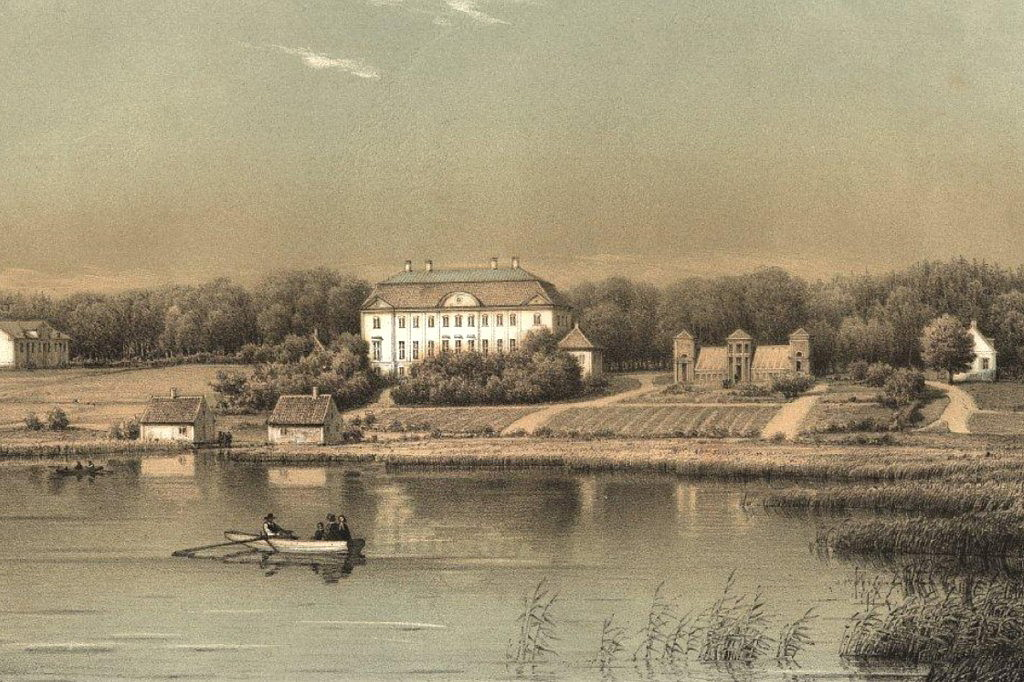
Hedenlunda slott och Hedenlundasjön på 1880-talet.